# Götzens
Götzens je obec v Rakousku ve spolkové zemi Tyrolsko v okrese Innsbruck-venkov. Žije zde přibližně 4 100 obyvatel.

## Poloha
Götzens se nachází sedm kilometrů jihozápadně od Innsbrucku na terase Západního středohoří. Leží v nadmořské výšce 800 až 900 metrů. Na jihu se území obce zvedá ke Kalkkögelu, horskému pásmu Stubaiských Alp. Nejvyšší nadmořskou výškou je Saile, zvaná také Nockspitze (2404 m n. m.).
Obec má rozlohu 9,72 km². Z toho 21 % tvoří zemědělská půda, 7 % zahrady, 8 % vysokohorské pastviny a 54 % lesy.

### Části obce
Obec je zároveň katastrálním územím na němž leží tyto části:
- Götzens
- Neu Götzens (vesnice)
- Geroldsbach (vesnice)
- Götzner Berg (Rotte)

Dalšími částmi jsou horské chaty Birgitzköpflhütte a Götzner Alm

### Sousední obce
Obec Götzens sousedí
|         | Völs,            | Innsbruck       |
| Birgitz |                  | Natters Mutters |
| Axams   | Telfes im Stubai | Mutters         |

## Historie
Na základě archeologických nálezů na území Innsbrucku se předpokládá osídlení území obce v římské době. První písemná zmínka o obci je z let 1078–1091, kde je uváděna pod názvem Gecinis. Götzens je v listinách z roku 1313 zmiňován jako samostatná daňová jednotka a farnost. Vodní tok Geroldsbach, který protéká jižně od Götzens, několikrát zaplavil obec (1575, 1748, 1750, 1781, 1782). Aby se zabránilo dalšímu ničení, byla po poslední povodni postavena ochranná zeď.
Hrad Vellenberg (první zmínka je v listině z roku 1232; ve 13. století několikrát změnil majitele) se nacházel v oblasti obce a byl spolu s hradem Matrei jednou z nejvýznamnějších základen. V 17. století byl hrad Vellenberg po dvou hrozných zemětřeseních definitivně zničen.

## Znak
Blason: V modrém poli vpravo otočena vzpřímená stříbrná veverka držící oběma předními tlapkami zlatou šišku.
Znak byl obci udělen v roce 1968, vychází z pečeti rytířů z Liebeneggu, kteří ve středověku sídlili na hradě Vellenberg a nazývali se „von Götzens".